# Quatre épices

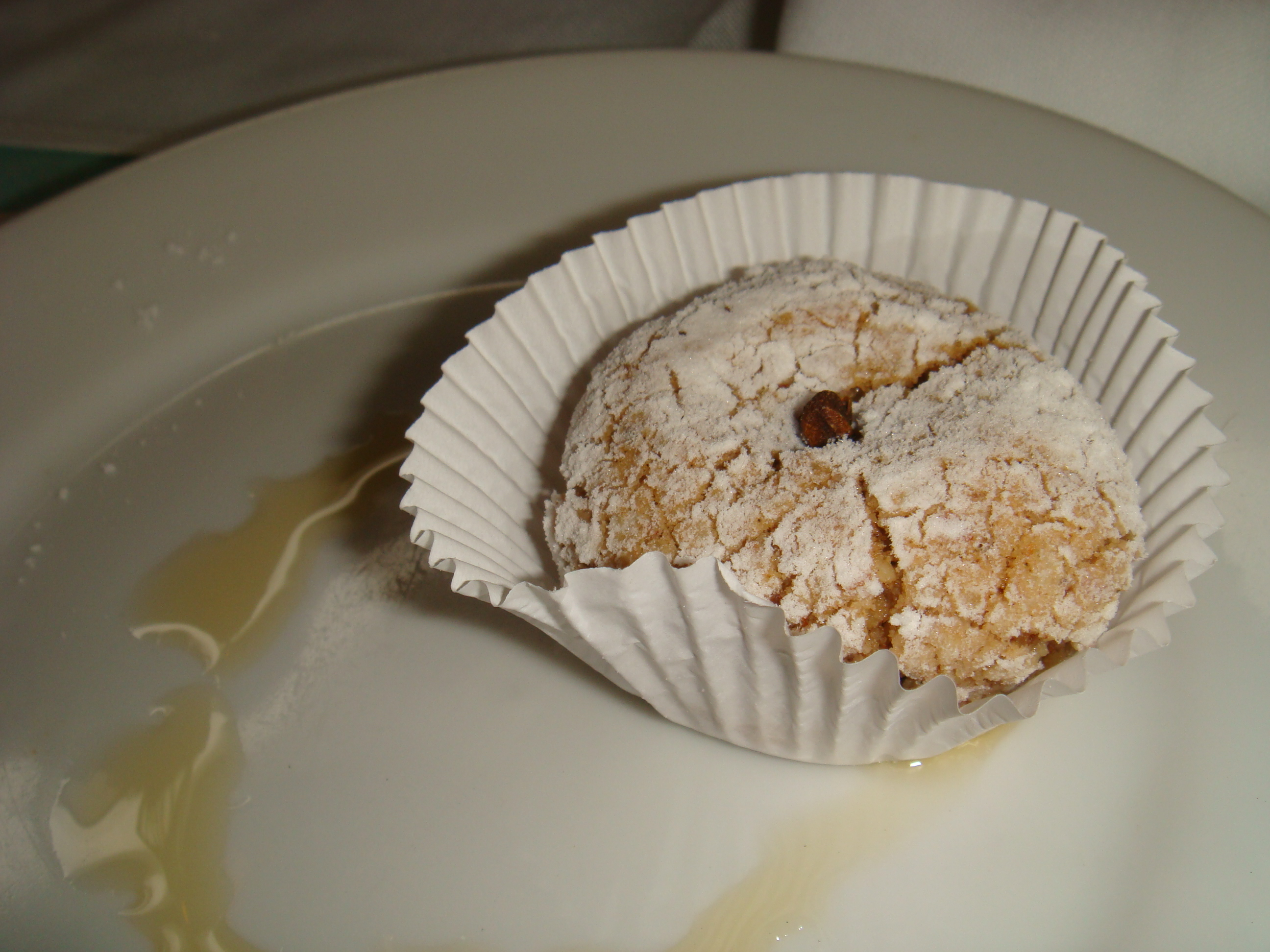
Biscuit aux quatre épices - koekje gekruid met quatre épices

Quatre épices is een kruidenmix die vooral in de Franse keuken wordt gebruikt, maar die ook te vinden is in sommige Midden-Oosterse keukens. De naam is Frans voor "vier kruiden"; het wordt beschouwd als de Franse piment.
De kruidenmix bevat gemalen peper (wit, zwart of beide), kruidnagel, nootmuskaat en gedroogde gember. Sommige varianten van de kruidenmix gebruiken piment of kaneel in plaats van peper, en/of kaneel in plaats van gember.
Voor de kruidenmix wordt doorgaans een grotere hoeveelheid peper (meestal witte peper) gebruikt dan van de andere kruiden, maar sommige recepten raden aan om ongeveer gelijke delen van elke specerij te gebruiken.
In de Franse keuken wordt het doorgaans gebruikt in soep, ragout en stoofschotels, groentebereidingen en charcuterie, zoals paté, worstjes en terrine .